# Olivier Martineau
Pour les articles homonymes, voir Martineau.
Olivier Martineau est un humoriste québécois.

## Biographie
Ayant lancé son tout premier one man show éponyme en janvier 2015, sa tournée de 2018 se termine avec 60 000 billets vendus.
Cumulant, depuis, des animations et des présences aux Galas ComediHa et Juste pour rire, Olivier a assuré la première partie d’humoristes de renom tels que Jerry Seinfeld, Gad Elmaleh, Jamel Debbouze et Anthony Kavanagh. Au fil des années, il est aussi passé de l’autre côté de l’Atlantique, pour se produire à Paris au Jamel Comedy Club et au festival L’Humour en Capitales, à Liège au Voo Rire et au Maroc, dans le cadre du Marrakech du Rire. 
Récipiendaire du Nez d’or Révélation du Festival Grand Rire de Québec 2012, il a également remporté le premier prix et le prix du public du Concours de la relève du Festival d'humour de l'Abitibi-Témiscamingue, à Val-d’Or, en plus du prix Victor : Mention spéciale du jury, lors de l’édition 2016 du festival Juste pour rire.
Co-animateur, depuis 2016, à l’émission Buzz, avec Jérémy Demay, sur les ondes de Musique Plus et à TVA, avec la captation de son premier one man show, à Z comme animateur de l’émission Comédie sur mesure et dans le cadre d’une campagne publicitaire pour Toyota. 
Assurant le rôle de porte-parole du Festival d’humour d’Abitibi-Témiscamingue en 2017, il a fait ses débuts à la radio pendant la période des fêtes de cette même année et ce, en tant qu’animateur à l’émission Le Boost sur les ondes d’Énergie. Il assure la co-animation de l’émission en plus de présenter sa chronique tous les vendredis matin.

## Carrière

### Spectacles
- 2020 : Parfa
- 2019: En rodage
- 2011 : De quoi tu parles
- 2009 : Cubicule
- 2007 : Martineau se dévoile

## Réalisations marquantes[2]
- 2016 – Prix Victor, mention spéciale du jury au Festival Juste pour rire ; Collaboration à l’émission Buzz à Musique Plus.
- 2016 – Billet d’argent pour la tournée Olivier Martineau
- 2015 – Première partie de Gad Elmaleh
- 2014-2015 – Nommé 2 fois dans la catégorie Découverte au Gala des Olivier
- 2014 et 2015 – Animation d’un Gala dans le cadre du ComediHa! Fest-Québec
- 2013 et 2014 – Animateur de Comédie Club, les étoiles du Comédie Club, Grand rire des Fêtes
- 2014 – Première partie de Jerry Seinfeld
- 2013 – Première partie de Jamel Debbouze
- 2013 – Première partie de la tournée d’Anthony Kavanagh
- 2013 – Participation au Jamel Comedy Club, au Festival L’Humour en Capitales de Paris, au Marrakech du rire et au Voo Rire de Liège
- 2012 – Nez d’or Révélation du Festival Grand Rire
- 2012 – Premier prix et prix du public au Concours de la relève de Val-d’Or Apparitions lors de Galas Juste pour rire : Gala de Laurent Paquin et Cathy Gauthier 2016, Gala France vs Québec 2016, Gala d’André Sauvé 2015, Gala de François Pérusse 2015, Gala de Mike Ward 2014, Gala de Laurent Paquin 2013, Gala d’Emmanuel Bilodeau 2013, etc.),
- 2010 – Gagnant de l’émission En route vers mon premier gala